# Chaca (Nieri)
Chaca (Chaka) é uma cidade do Quênia situada na antiga província Central, no condado de Nieri. De acordo com o censo de 2019, havia 5 970 habitantes.